# Oluf Bang (forfatter)
 Der er flere personer med dette navn, se Oluf Bang.
Oluf Bang (født 22. august 1882 på Frederiksberg, død 28. oktober 1959 på Amtssygehuset i Gentofte) var en dansk forfatter og jurist.
Bang blev student fra Schneekloths Skole og cand.jur. i 1905, var ansat i Arbejdsministeriet 1909-1920 og 1922-1928, dommer 1920-22 og teaterinstruktør ved Statsradiofonien. Bang skrev romanen Byen (1924) med motiver fra Københavns overklasseliv samt en række skuespil, både historiske og moderne, præget af en sikker teknik. De mest betydningsfulde blev opført på Dagmarteatret og Det Kongelige Teater, herunder Dommeren (1925), Kvinden paa Fyrre (1927), Ære (1927), Fru September (1933), Judas (1935) og Gudernes Gave (1943).
Bang skrev også flere succesfulde hørespil og blev som leder af DR's teaterafdeling betydningsfuld for repertoirets høje niveau. Bang optrådte også som gæsteinstruktør i Sveriges Radio.